# هارولد برنس
هارولد برنس (بالإنجليزية: Harold Prince) هو مدير موسيقي ورائد أعمال ومخرج أمريكي، ولد في 30 يناير 1928 في نيويورك في الولايات المتحدة.

## وصلات خارجية
- هارولد برنس على موقع IMDb (الإنجليزية)
- هارولد برنس على موقع الموسوعة البريطانية (الإنجليزية)
- هارولد برنس على موقع ألو سيني (الفرنسية)
- هارولد برنس على موقع ميوزك برينز (الإنجليزية)
- هارولد برنس على موقع أول موفي (الإنجليزية)
- هارولد برنس على موقع قاعدة بيانات برودواي على الإنترنت (الإنجليزية)
- هارولد برنس على موقع قاعدة بيانات برودواي على الإنترنت (الإنجليزية)
- هارولد برنس على موقع قاعدة بيانات برودواي على الإنترنت (الإنجليزية)
- هارولد برنس على موقع قاعدة بيانات برودواي على الإنترنت (الإنجليزية)
- هارولد برنس على موقع قاعدة بيانات برودواي على الإنترنت (الإنجليزية)